# Nagyszombat (település)

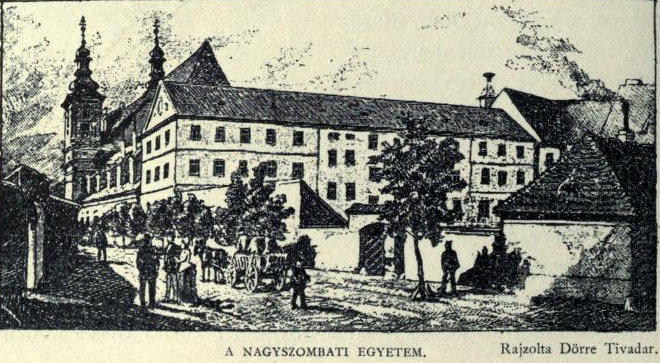
Az egykori egyetem

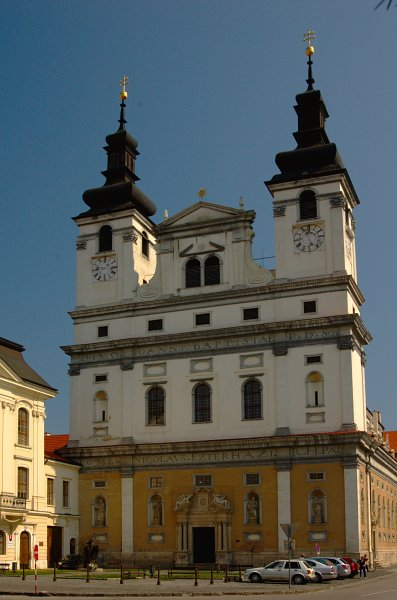
A Keresztelő Szent János-székesegyház

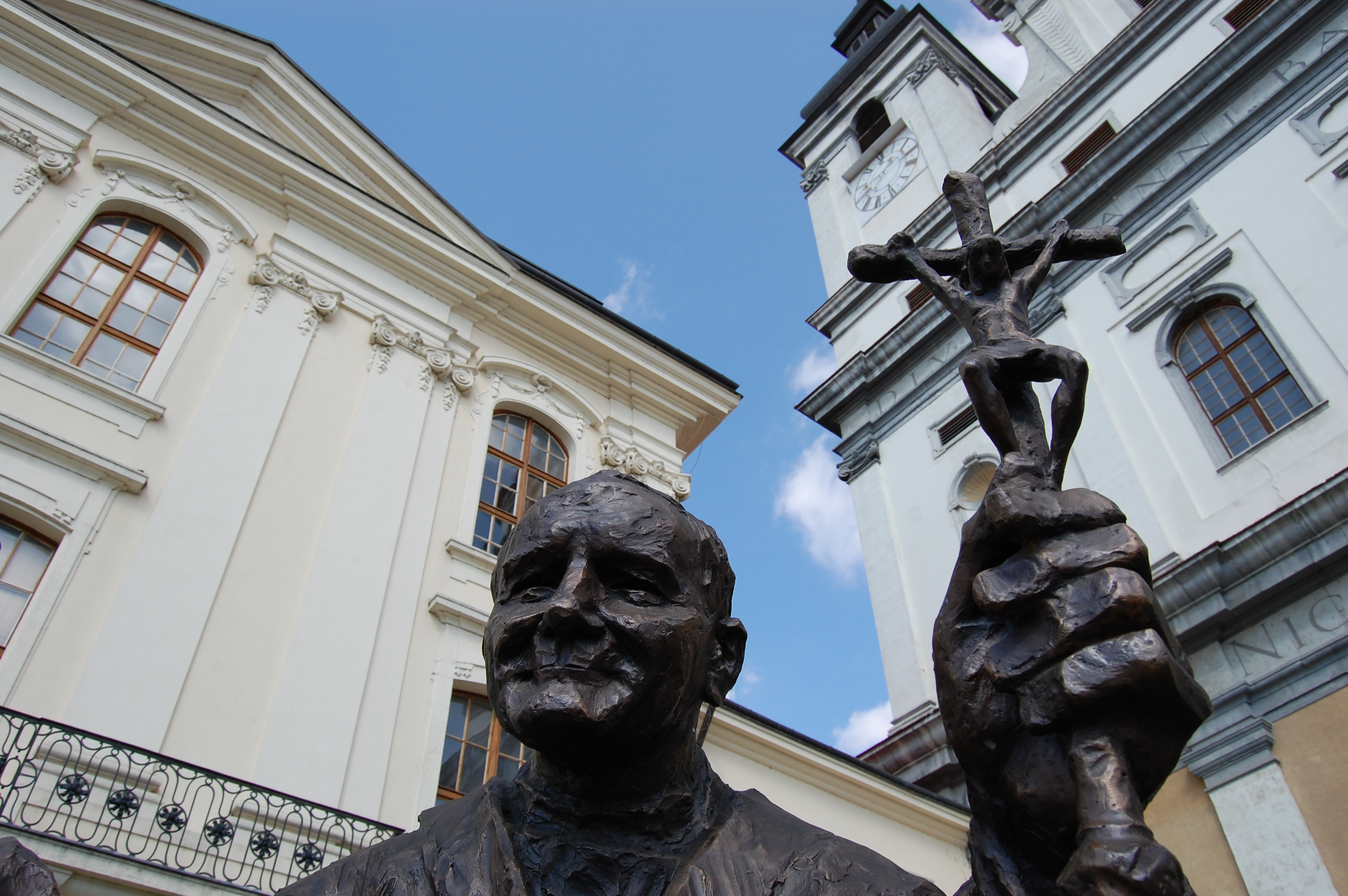
Szent II. János Pál pápa szobra

Nagyszombat (szlovákul: Trnava kiejtéseⓘ, németül: Tyrnau, latinul: Tyrnavia) város Szlovákiában, a Nagyszombati kerület székhelye, Szlovákia hetedik legnagyobb városa. Vágmagyarád tartozik hozzá.

## Fekvése
Pozsonytól 45 km-re északkeletre fekszik, a Kis-Kárpátok és a Vág völgye közötti Nagyszombati-medencében.

## Története
Már a kelták és a rómaiak előtt is lakott hely volt, majd Trnava néven szláv település, melyet III. Béla lánya, Konstancia – aki I. Ottokár cseh király felesége volt – megerősített. 1238-ban IV. Béla emelte szabad királyi várossá. Erre az évre datálható első említése, Zumbotel néven. Nevét szombati napokon tartott hetivásárairól kapta. A szlovák Trnava a szláv trn = tüske főnévből származik, és a városon átfolyó azonos nevű patakra utal. Nagy Lajos király kedvelt tartózkodási helye volt, itt is halt meg 1382. szeptember 10-én. 1432-ben a husziták foglalták el, de kiűzték őket.
1543-ban ideköltözött az esztergomi érsek és káptalan, és 1822-ig itt is maradt. Itt kötött békét 1615. május 6-án Bethlen Gábor fejedelem II. Rudolf császárral, melyben Erdély függetlenségét biztosította. 1621. július 25-én itt verte meg Bornemissza János erdélyi serege Pálffy István császári ezredes seregét, július 30-án a várost is elfoglalta. 1635. május 6-án Pázmány Péter egyetemet alapított itt, ekkor a magyar kultúra központja volt. Az egyetem mellett nyomda és könyvtár is működött, valamint itt alapította meg a Füvészkert elődjét Winterl Jakab, a vegytan és a botanika professzora. Az orvosképzés 1769-ben kezdődött, amikor Mária Terézia orvosi karral egészítette ki  az Intézményt. Az egyetemet 1777-ben költöztették Budára, majd Pestre (ennek utódja a mai Eötvös Loránd Tudományegyetem és az Orvostudományi Egyetem, mely 1969-től Semmelweis Ignác nevét viseli).
Bocskai István, Bethlen Gábor, I. Rákóczi György, Thököly Imre és II. Rákóczi Ferenc hadai többször is elfoglalták, de katonai jelentősége nem volt. 1704. december 26-án határában szenvedett vereséget Rákóczi Heister tábornok császári seregétől. 1793-ban itt alakult meg a szlovák tudóstársaság.
Városfalait 1820–1840 között bontották le. 1846-ban Pozsony és Nagyszombat között készült el az első magyar közüzemű vaspálya. 1848. december 14-én itt ütközött meg Guyon Richárd az osztrákokkal. A honvéd emlékművet 1871-ben emelték, melyet 1922-ben a temetőbe helyeztek át. 2023-ban megtalálták alapjait az eredeti helyszínen.
A trianoni diktátumig Pozsony vármegye Nagyszombati járásának székhelye. A város az 1920-as trianoni békeszerződést követően jogilag is Csehszlovákiához került.
1978-tól érsekségi székhelyként a szlovák katolikus egyház székhelye. 1996-tól kerületi székhely. 1997-ben alapították a Szent Cirill és Metód Egyetemet.

## Népessége
| Év:            | 1994.  | 2004.   | 2014.   | 2024.   |
| -------------- | ------ | ------- | ------- | ------- |
| Emberek száma: | 70 017 | 69 140  | 65 713  | 63 180  |
| Eltérés:       |        | -1,25 % | -4,95 % | -3,85 % |

| Év:            | 2023.  | 2024.   |
| -------------- | ------ | ------- |
| Emberek száma: | 62 955 | 63 180  |
| Eltérés:       |        | +0,35 % |

| Lakosok száma | 68 828 | 68 466 | 65 596 | 65 382 | 65 207 | 64 735 | 63 803 | 62 955 | 63 180 |
|               | 2005   | 2006   | 2015   | 2017   | 2018   | 2020   | 2021   | 2023   | 2024   |

Részletesen
1880-ban 10 824 lakosából 6060 szlovák, 2758 német, 1538 magyar, 1 szerbhorvát, 45 egyéb anyanyelvű, 31 idegen és 391 csecsemő. Ebből 8714 római katolikus, 1345 zsidó, 745 evangélikus, 35 református, 2 pravoszláv és 2 görögkatolikus vallású volt.
1890-ben 11 500 lakosából 6564 szlovák, 3154 német, 1625 magyar, 2-2 román, horvát és szerb, valamint 151 egyéb nemzetiségű volt. Ebből 9324 római katolikus, 1558 zsidó, 593 evangélikus, 20 református, 2-2 görögkatolikus és pravoszláv, továbbá 1 unitárius vallású.
1900-ban 13 181 lakosából 7246 szlovák, 3124 magyar, 2564 német, 27 horvát, 15 román, 5 szerb, 4 ruszin és 196 egyéb nemzetiségű. Ebből 10672 római katolikus, 1715 zsidó, 664 evangélikus, 81 református, 29 görögkatolikus, 18 pravoszláv, 1 unitárius és 1 egyéb vallású volt.
1910-ben 15 163 lakosából 8032 szlovák, 4593 magyar és 2280 német. Vágmagyarád 1662 lakosából 1563 szlovák és 90 magyar anyanyelvű volt. Ebből 12254 római katolikus, 2126 izraelita, 616 evangélikus és 93 református vallású volt.
1919-ben 15 599 lakosából 12 507 csehszlovák, 1566 német, 1284 magyar, 235 egyéb és 7 ruszin nemzetiségű. Ebből 12 750 római katolikus, 2259 zsidó, 485 evangélikus, 39 református, 27 görögkatolikus és 30 egyéb vallású volt.
1921-ben 17745 lakosából 1386 magyar és 13 406 csehszlovák volt.
1930-ban 23948 lakosából 864 magyar, 1044 német, 1279 zsidó, 12 ruszin, 20 225 csehszlovák, 19 egyéb nemzetiségű és 505 állampolgárság nélküli volt. Ebből 19270 római katolikus, 2728 izraelita, 1045 evangélikus, 84 református, 19 görög katolikus és 802 egyéb vallású volt.
1970-ben 38840 lakosából 69 magyar és 38 122 szlovák volt. Vágmagyarádon 2831 szlovák élt.
1980-ban 64062 lakosából 130 magyar és 62 949 szlovák volt.
1991-ben 71783 lakosából 203 magyar és 70 287 szlovák volt. 
2001-ben 70 286 lakosából 68 099 (97%) szlovák, 148 magyar nemzetiségűnek vallotta magát.
2011-ben 66 358 lakosából 56 291 szlovák, 334 cseh és 141 magyar. Ebből 40012 római katolikus, 1534 evangélikus, 345 egyéb vallású, 127 metodista, 102 pravoszláv, 11841 nem vallásos és 11731 ismeretlen vallású volt.
2021-ben 63803 lakosából 57763 (+219) szlovák, 189 (+56) magyar, 143 (+109) cigány, 22 (+71) ruszin, 895 (+174) egyéb és 4791 ismeretlen nemzetiségű volt.

## Nevezetességei
- A Szent Miklós-plébániatemplom a 14. században épült. Építését Nagy Lajos király kezdte meg egy korábbi román templom helyén. 1543 és 1822 között ez volt az esztergomi érsekek székesegyháza. A templom északi oldalkápolnájában található Könnyező Szűz Mária kegyképet 1546 óta a város oltalmazójaként tisztelik. Először 1663-ban a párkányi csata előtt könnyezett vérrel, majd 1708-ban háromszor megismétlődött ez a kuruc harcok alatt. A kegykép a római Szent Elek és Bonifác-templomban található kegykép másolata, amelyet a 16. században Forgách Ferenc adományozott a templomnak.
- Az érseki palotát 1562-ben Oláh Miklós prímás építtette, később bővítették.
- A gimnáziumot 1648-ban szemináriumnak építették. Itt érettségizett Kodály Zoltán, aki a városban komponálta a Stabat Matert.
- Egyetemi temploma 1637 és 1640 között épült, barokk stílusban.
- Az egyetem épülete 1678 és 1773 között több részletben épült fel.
- A copf stílusú városházát 1793-ban emelték a középkori tanácsháza alapjain.
- Várostornya 1574-ben épült, 1674-ben átépítették, 1683-ban leégett, de újjáépítették. A 70 m magas torony később tűztoronyként működött.
- Ferences templomát és kolostorát Nagy Lajos király építtette, 1363-ban, gótikus stílusban.
- A klarisszák temploma is gótikus eredetű, a 17. század közepén reneszánsz stílusban alakították át. 1683-ban a tűzvészben ez is megrongálódott, de kijavították.
- Az irgalmasok Szent Ilona-temploma szintén középkori, gótikus eredetű építmény, melyet reneszánsz és barokk stílusban építették át.
- Az Orsolya-nővérek barokk temploma és zárdája 1724-ben épült.
- A trinitáriusok temploma és kolostora 1710 és 1719 között épült, barokk stílusban.
- A pálosok Szent József temploma eredetileg evangélikus templom volt, 1671 óta a pálosoké.
- Püspöki székesegyháza, klarissza, dominikánus és ferences kolostora van.
- Színháza 1831-ben épült, az egyik legrégibb szlovák színházépület.
- A jelenlegi postaépület helyén állt gótikus lakóházat 1947-ben bontották le. A hagyomány szerint itt halt meg I. Lajos.[7]

## Neves személyek
- Itt tanult Kodály Zoltán, a nagyszombati érseki főgimnáziumban 1892–1900 között. 1900. június 13-án jeles eredménnyel érettségizett.

## Élővilága

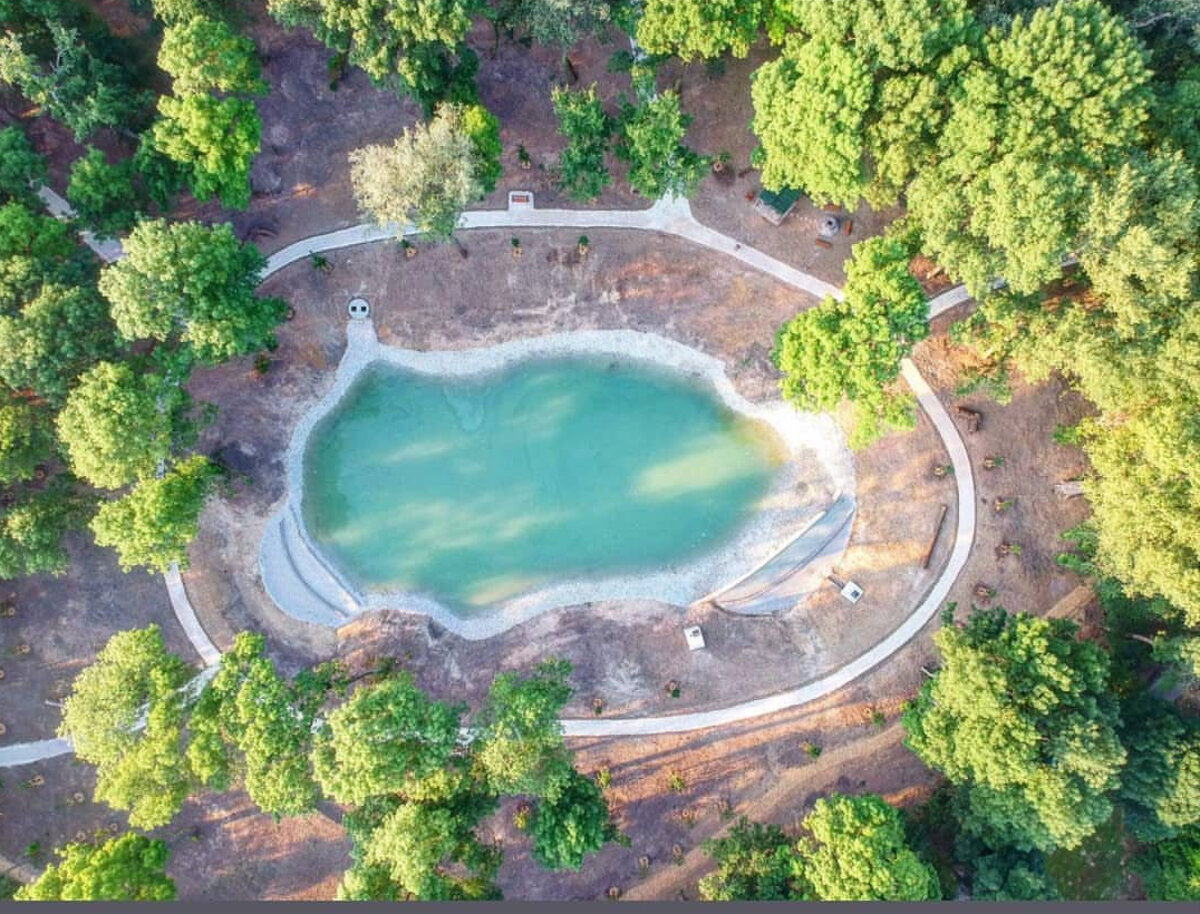
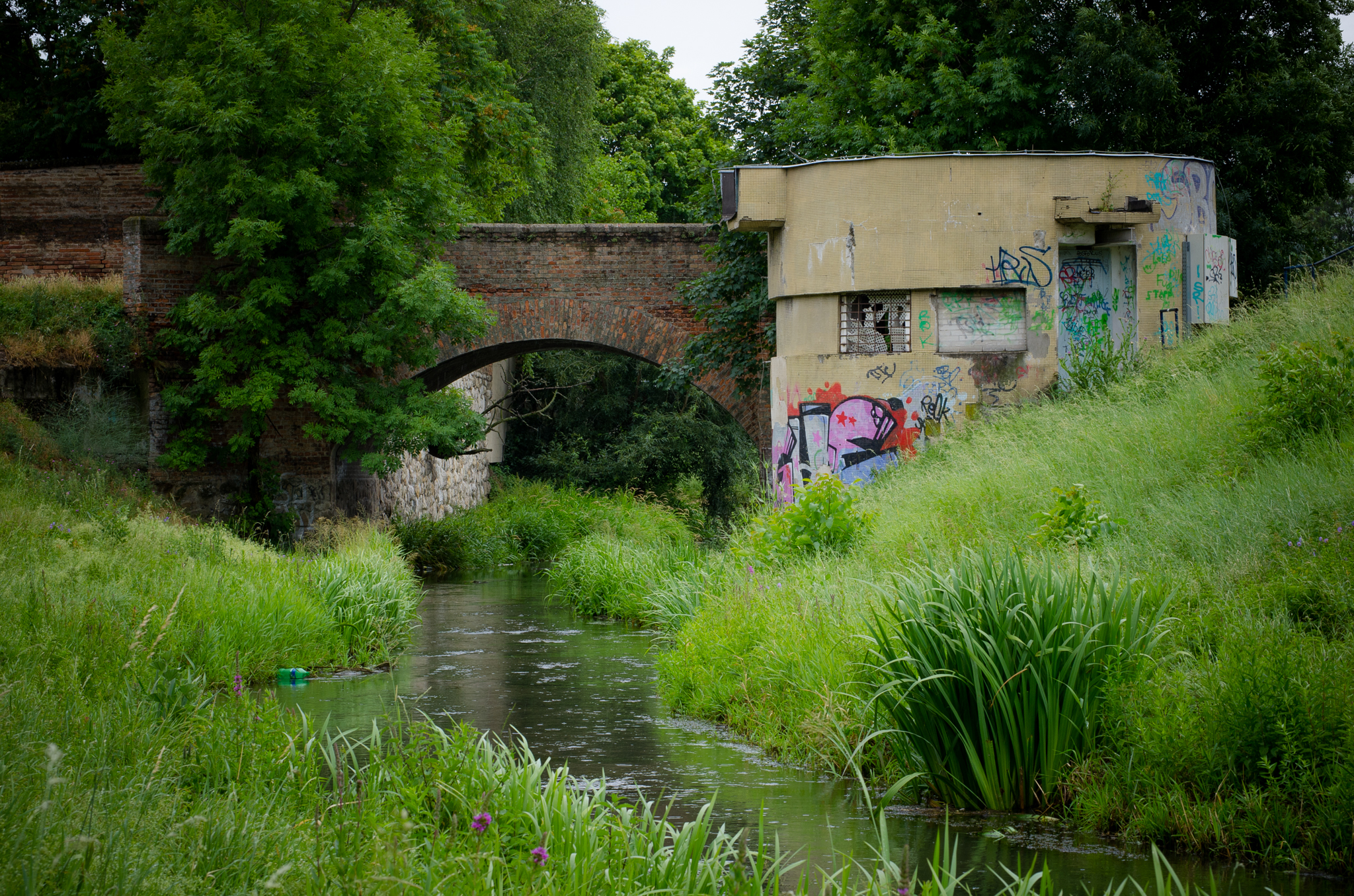
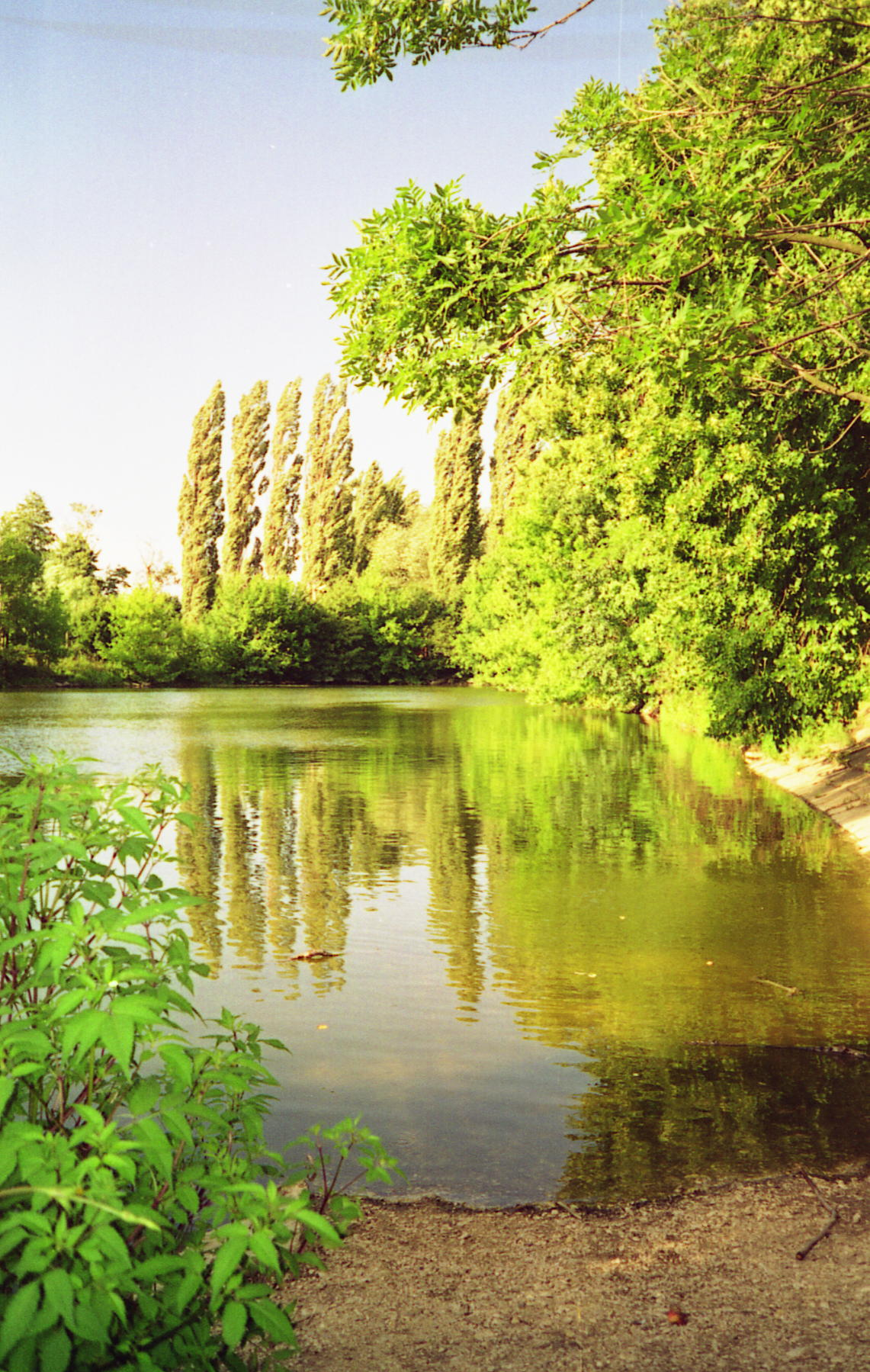
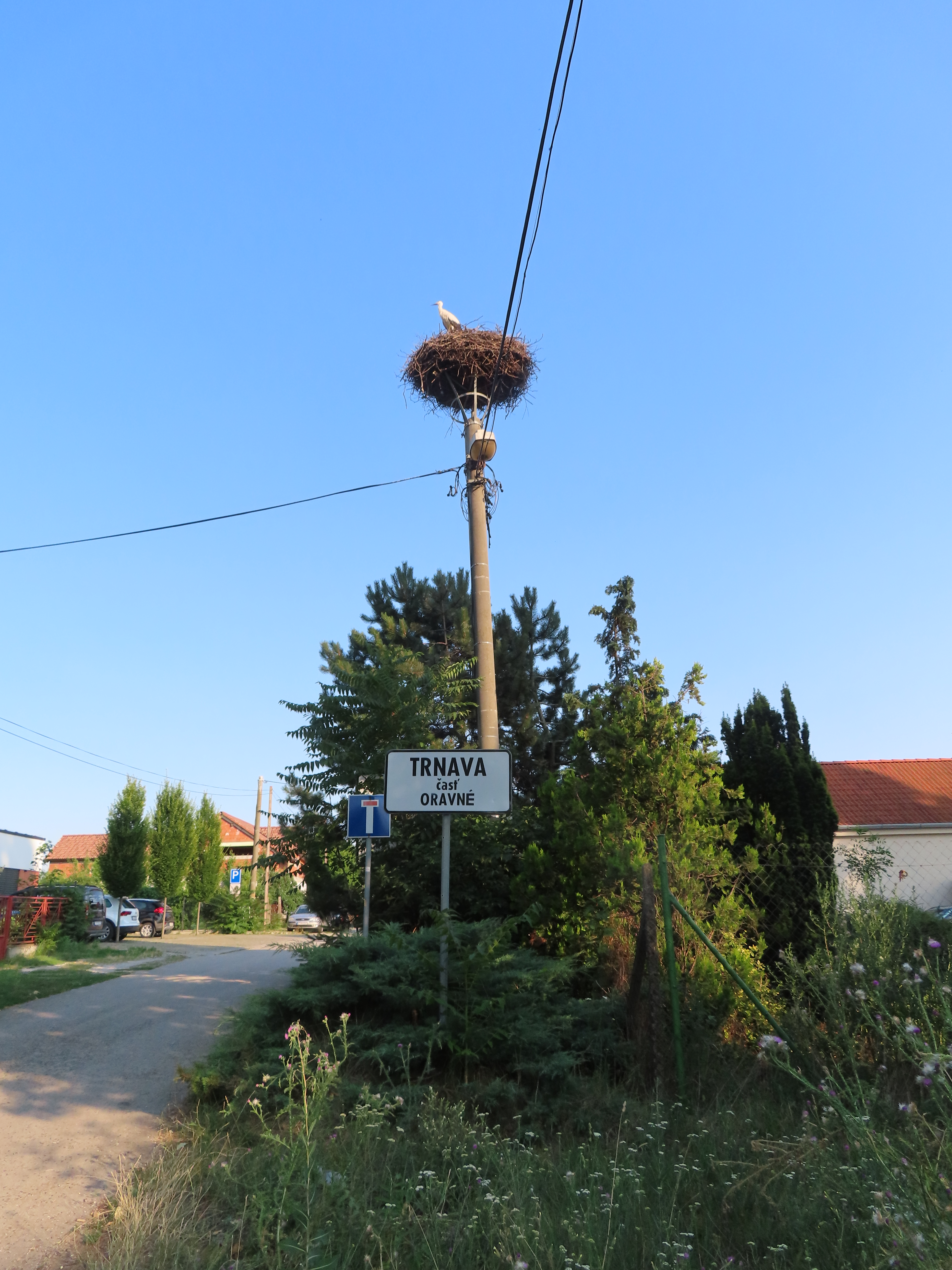
2023
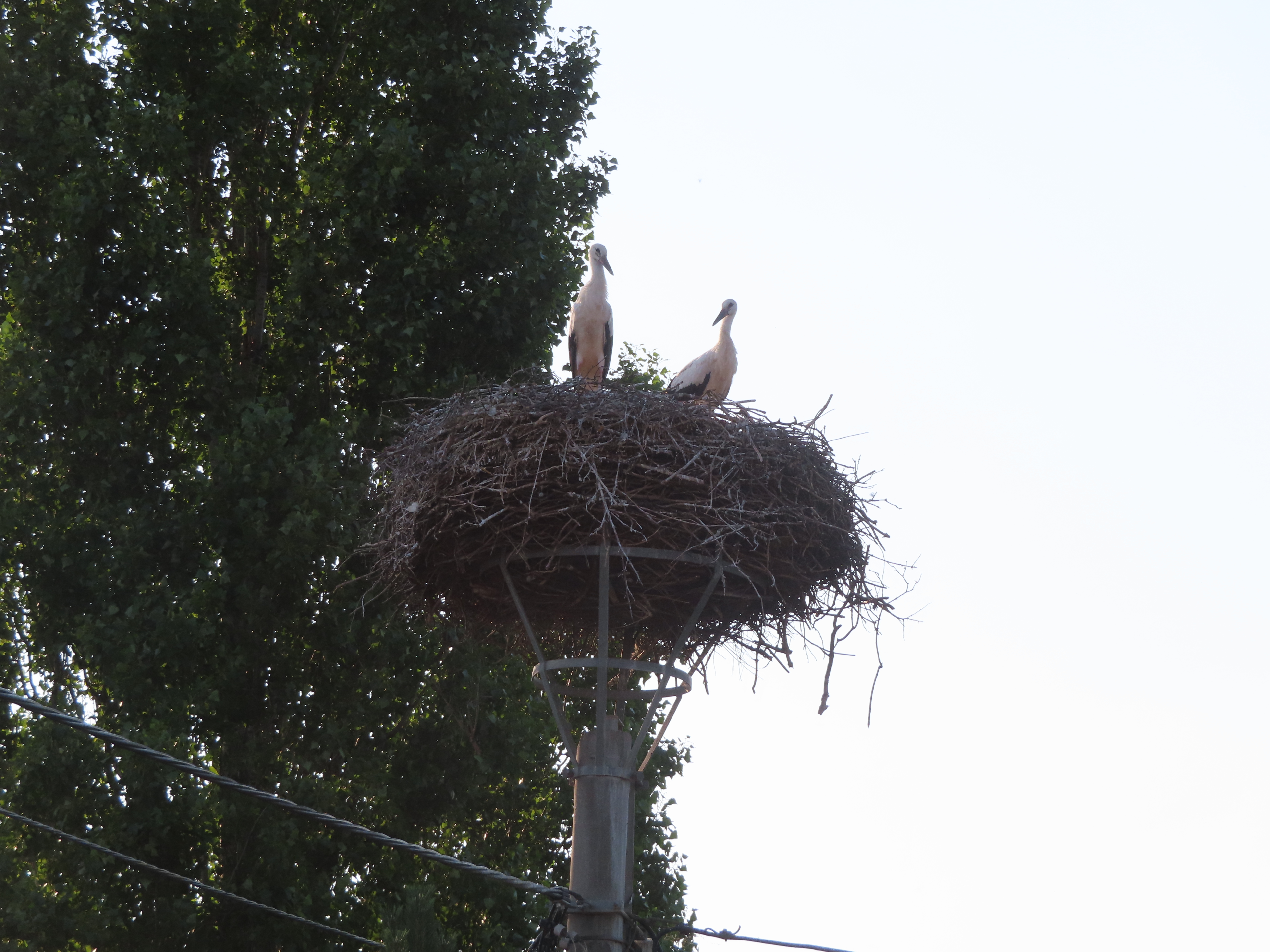

Nagyszombatban 2023-ban csak az egykori Richter major (szk. Oravné) külterületen volt gólyafészek, melyben ebben az évben 2 fiókát számoltak össze.

## Képtár

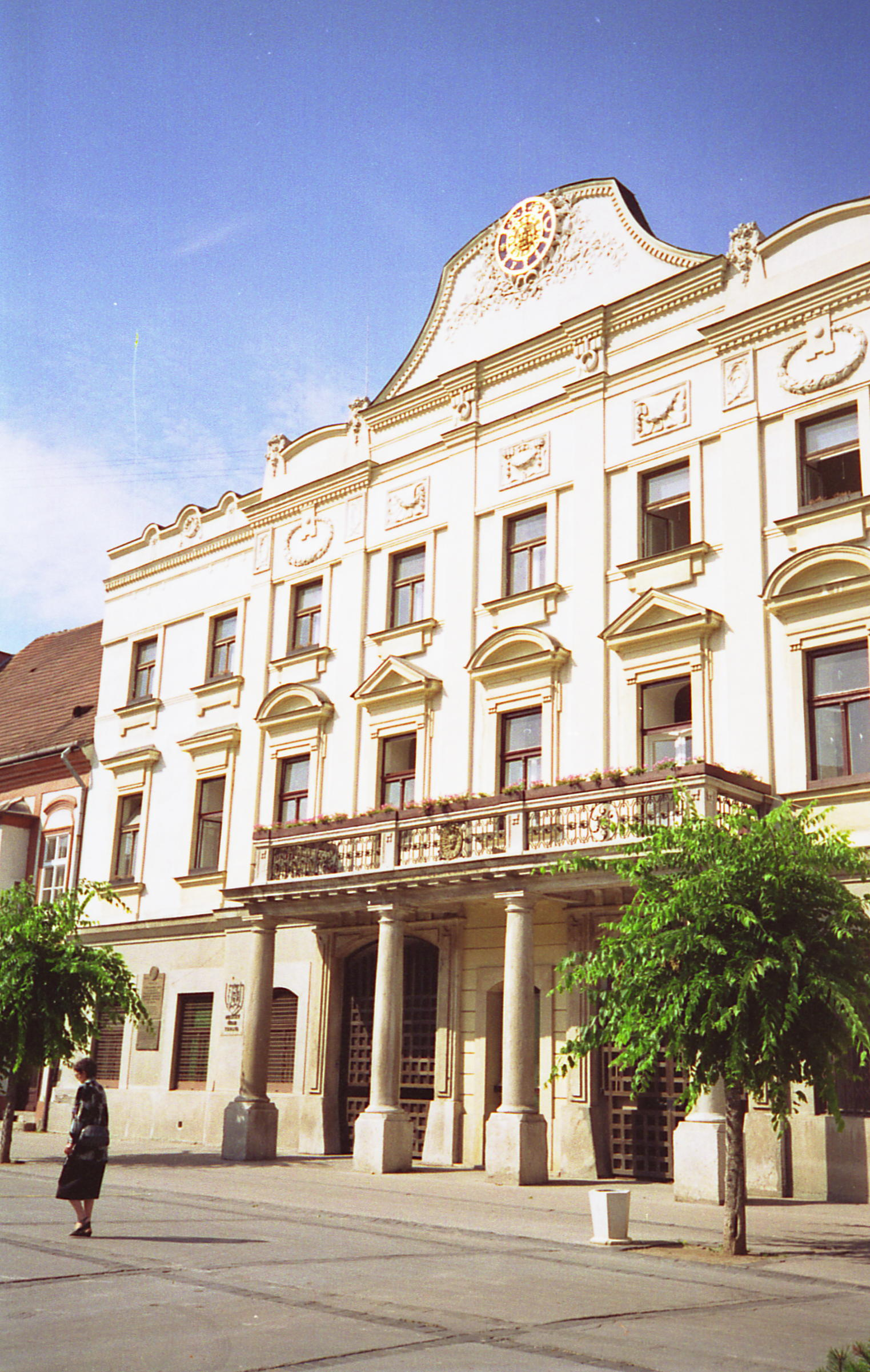
A városháza copf stílusban
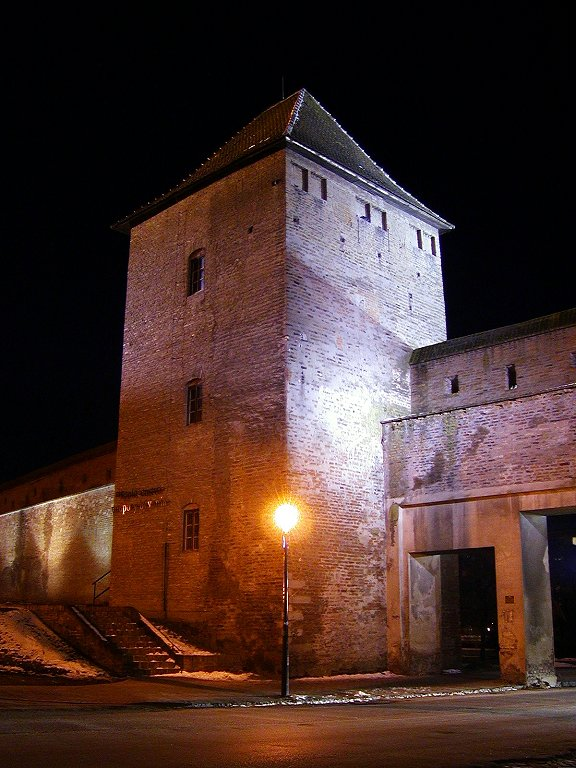
A városfal bástyája
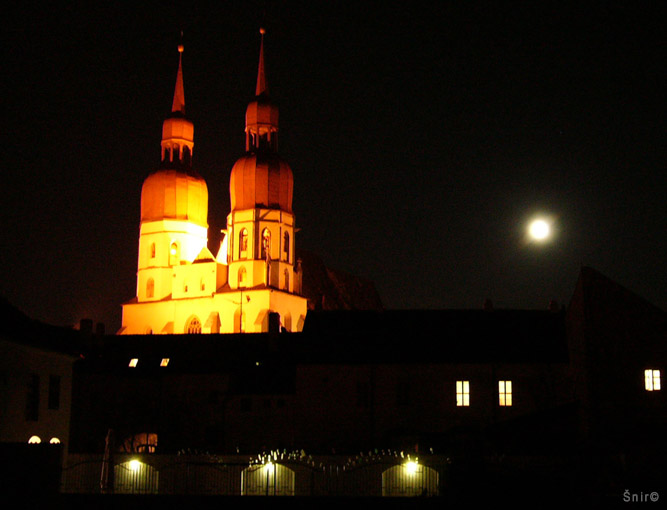
A Szent Miklós-templom
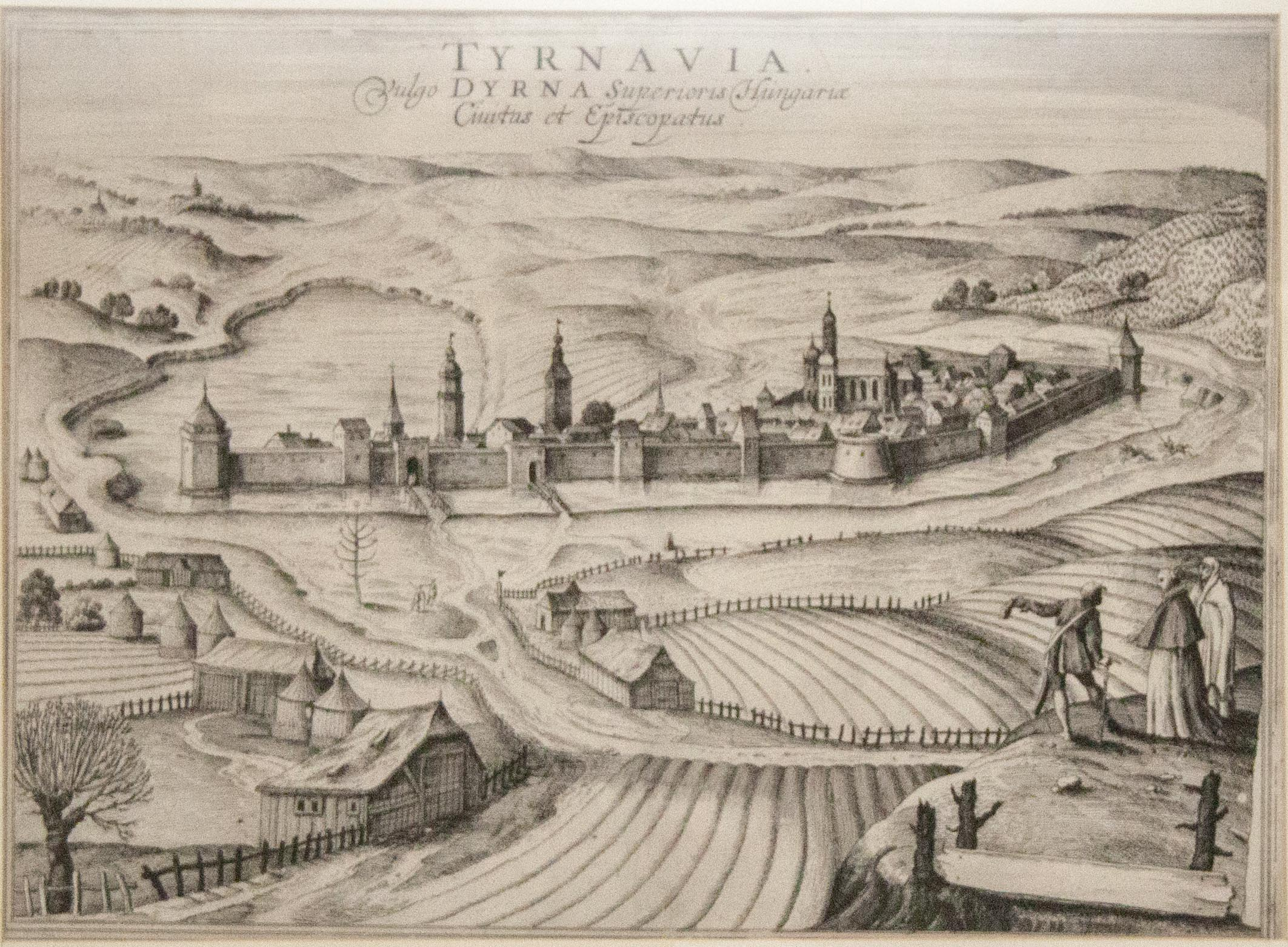
Nagyszombat 17. századi metszeten
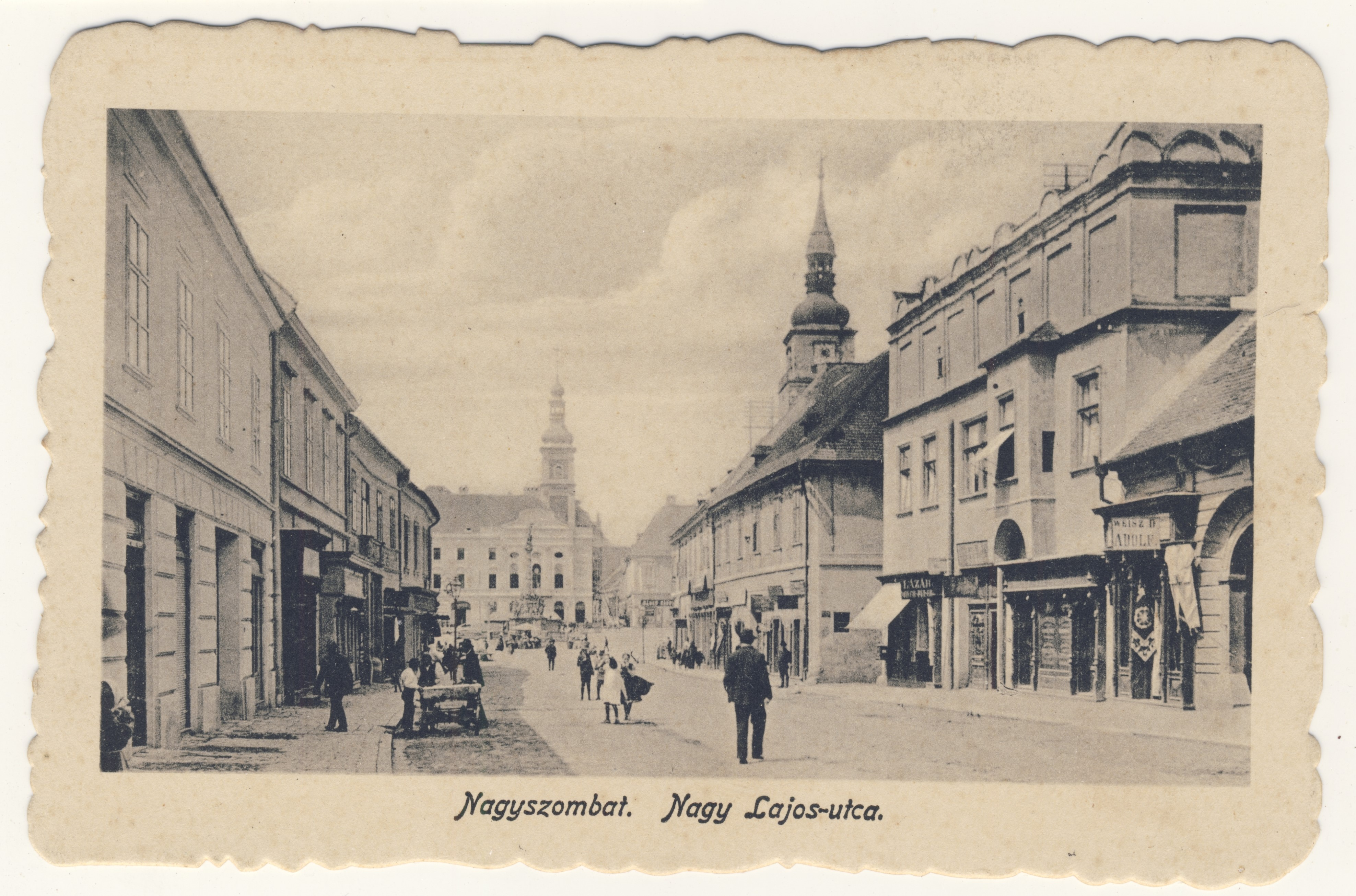
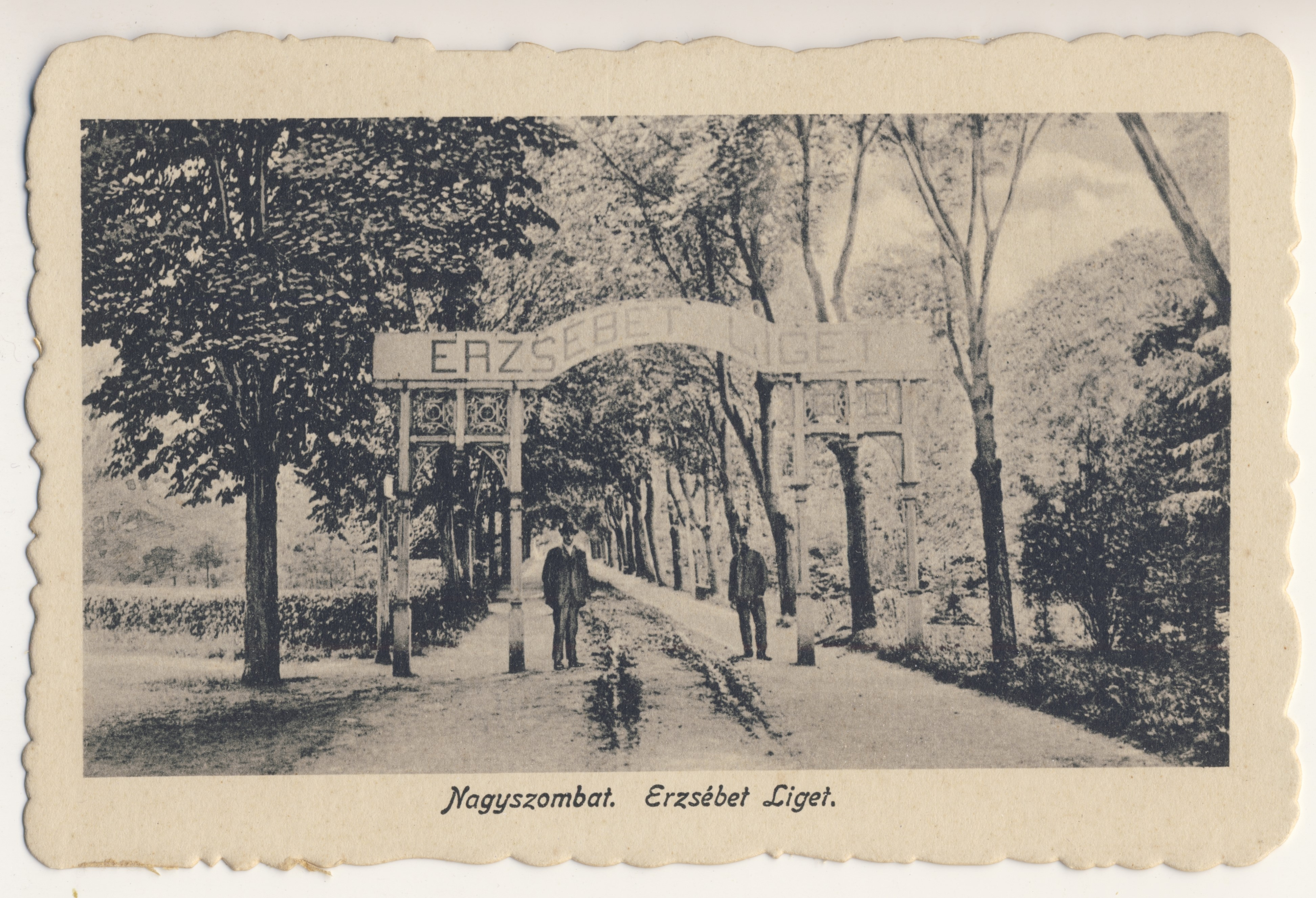

## Kultúra
- Népzenei Fesztivál
- Nemzetközi orgonazenei fesztivál